# Мартінсвілль (Індіана)
Мартінсвілль (англ. Martinsville) — місто (англ. city) на Середньому Заході США, центр округу Морган, штат Індіана. Населення — 11 932 особи (2020).
Має стійку репутацію «Міста Мінеральної Води», про що свідчить неонова вивіска в центрі міста. У місті розташовано не менше трьох мінеральних джерел. Безліч зірок відвідували Мартінсвілль на початку 20-го століття, щоб прийняти мінеральні ванни для відновлення здоров'я.
Через ЗМІ та чутки, місто отримало репутацію в центральній Індіані як расистська громада.

## Географія
Мартінсвілль розташований за координатами 39°25′20″ пн. ш. 86°25′15″ зх. д. / 39.42222° пн. ш. 86.42083° зх. д. (39.422141, -86.420904).  За даними Бюро перепису населення США в 2010 році місто мало площу 11,68 км², з яких 11,63 км² — суходіл та 0,05 км² — водойми.

## Демографія
Згідно з переписом 2010 року, у місті мешкало 11 828 осіб у 4610 домогосподарствах у складі 2990 родин. Густота населення становила 1013 особи/км².  Було 5073 помешкання (434/км²).
Расовий склад населення:
| - 97,5 % — білих - 0,4 % — азіатів - 0,3 % — корінних американців - 0,2 % — чорних або афроамериканців - 0,1 % — вихідців з тихоокеанських островів |

До двох чи більше рас належало 1,0 %. Частка іспаномовних становила 1,3 % від усіх жителів.
За віковим діапазоном населення розподілялося таким чином: 25,0 % — особи молодші 18 років, 60,5 % — особи у віці 18—64 років, 14,5 % — особи у віці 65 років та старші. Медіана віку мешканця становила 36,6 року. На 100 осіб жіночої статі у місті припадало 94,4 чоловіків;  на 100 жінок у віці від 18 років та старших — 91,9 чоловіків також старших 18 років.
Середній дохід на одне домашнє господарство  становив 45 957 доларів США (медіана — 36 403), а середній дохід на одну сім'ю — 49 539 доларів (медіана — 41 574). Медіана доходів становила 36 173 долари для чоловіків та 28 980 доларів для жінок. За межею бідності перебувало 24,9 % осіб, у тому числі 45,7 % дітей у віці до 18 років та 3,4 % осіб у віці 65 років та старших.
Цивільне працевлаштоване населення становило 4748 осіб. Основні галузі зайнятості: освіта, охорона здоров'я та соціальна допомога — 17,9 %, виробництво — 16,5 %, мистецтво, розваги та відпочинок — 12,6 %, роздрібна торгівля — 12,3 %.